# 정서중심치료
정서중심치료(emotion-focused therapy; EFT)는 개인, 커플, 혹은 가족과의 심리 상담에 관련된 일련의 접근법들이다. EFT는 요소들을 포함하는데 체험심리치료(사람 중심 상담 및 게슈탈트 상담같은)의, 체계적 상담의, 그리고 애착 이론의 요소 말이다. 이에프티는 보통 단기간의 상담(8–20회기)이다. 이에프티 접근법들은 인간의 감정은 인간의 욕구에 연결되어있다는 전제에 근거를 두고, 따라서 감정은 그 자체로 적응하는 잠재력을 가지고 있는데, 활성화되면 혹은 처리가 되면, 그 잠재력은 사람들로 하여금 문제를 일으키는 감정적 상태를 그리고 인간 관계를 바꾸도록 도울 수 있다. 개인에 대한 감정 중심 상담은 처음에 과정-경험적 상담으로 알려졌고, 그것은 여전히 때로 그 이름으로 불린다. 이에프티는 감정 중심 대처, 즉 일부 심리학자에 의해 제안된 대처의 범주와 혼동되지 않아야 하는데, 비록 상담자들이 내담자들의 감정 중심 대처를 촉발하는 것을 가속시키는데 이에프티를 사용해왔지만 말이다.

## 역사
짝궁들을 돕는 것에의 접근법으로서 1980년대 중반에 이에프티는 시작되었다. 이에프티는 처음에 1985년에 수 존슨과 레스 그린버그에 의해 만들어지고 시험되었고, 감정 중심 짝궁 상담을 위한 첫 설명서가 1988년에 발행되었다. 그 접근법을 발달시키기 위해서, 존슨과 그린버그는 수차례의 짝궁 상담의 녹화본을 검토하기 시작했는데 관찰과 과업 분석을 통해서, 긍정적 변화로 이어지는 요소들을 확인하기 위해서 말이다. 그들은 칼 로저즈와 프리츠 펄즈의 인본주의 경험 심리상담에 의한 그들의 관찰에서 영향을 받았는데, 그 두 사람은 현재 순간 감정 경험에 가치를 두었는데 (다른 방식으로) 의미를 만들고 행동을 이끄는 그것의 힘 때문에 말이다. 존슨과 그린버그는 경험 상담과 체계 이론적 견해를 혼합할 필요를 보았는데 그 견해는 의미 형성과 행동은 그것들이 발생하는 전체 상황 바깥에서 사유될 수 없다는 것이다. 짝궁 상담에의 이러한 “경험-체계적” 접근법에서, 체계 상담에의 다른 접근법에서처럼, 문제는 있는 것으로 여겨지는데 짝궁 중 한 사람에게 있지 않고, 짝궁 간의 상호작용의 순환적 재강화 형태에 있다고 말이다. 감정은 여겨지는데 개인 내부의 현상으로서만이 아니라, 짝궁 간의 상호작용을 구성하는 전체 체계의 부분으로서도 말이다. 1986년에, 그린버그는 “개인 상담에의 경험적 접근법을 발달시키는 것에 그리고 연구하는 것에 그의 노력을 다시 기울이는 것”을 결심했다. 그린버그와 동료들은 그들의 연구 주제를 바꾸었는데 짝궁 상담에서 개인 심리상담으로 말이다. 감정적 경험에 그리고 개인의 자아 형성에의 그것의 역할에 그들은 주의를 기울였다. 로저즈와 펄즈 그리고 유진 젠들린같은 다른 사람들의 경험적 이론에 근거할 뿐만 아니라, 인간의 생활에서 정보 처리에의 그리고 상황에 따른 감정의 역할에의 그들 자신의 폭넓은 연구에 근거하여 발달해나가면서, 그린버그, 라이스와 엘리엇(1993)은 명확히 설명된 수많은 원리들을 가진 상담 지침을 만들었는데 그들이 심리적 변화에의 과정-실험적 접근법이라고 불렀던 것에 대한 지침 말이다. 엘리엇 외(2004) 그리고 골드먼과  그린버그(2015)는 더 나아가서 과정-실험적  접근법을 확장시켜왔는데, 특정 원리에 대한 상세한 지침들을 그리고 치유적 개입의 방법론들을 내놓으면서 말이다. 골드먼과 그린버그(2015)는 이 접근법을 위한 사례 개념화 지도를 발표했다. 존슨은 짝을 위한 감정상담을 계속해서 발전시켰는데, 애착 이론을 체계론적 그리고 인본주의적 접근법으로 통합시키면서, 그리고 사랑 관계에 대한 애착 이론의 이해를 눈에 띄게 확장시키면서 말이다. 존슨의 모형은 초기의 세 시기들과 아홉 단계들을 그리고 애착 유대를 재형성하는데 중점을 두는 두 세트의 개입intervention을 포함했는데: 개입의 한 세트는 상호작용의 유형을 추적하고 재형성하는 것이고 한 세트는 감정에 접근해서 다시 다루는 것이다(아래의 시기와 단계 항목을 보라). 존슨의 목표는 개인간의 상호작용의 긍정적 순환의 형성인데 그 순환 안에서 개인들은 다른 사람들을 안정시키기 위해서 편안함과 지지를 요청하고 제공할 수 있는데, 개인간의 감정 조절을 촉발하면서 말이다. 그린버그와 골드먼(2008)은 단짝을 위한 감정상담의 여러 유형들variation를 만들었는데 그 유형들은 그린버그와 존슨의 초기 형태에서 온 몇몇 요소들을 포함하지만 많은 단계와 시기를 덧붙인다. 세 동기적 측면들—(1) 애착, (2) 정체성 혹은 힘, 그리고 (3) 선호 혹은 흥미—을 그린버그와 골드먼은 설정하는데 그 측면들은 친밀한 관계에서 감정 조절에 영향을 미친다. 

## 비슷한 용어, 다른 의미
감정에 중점을 둔 상담이라는 그리고 감정적으로 중점을 둔 상담이라는 용어들은 다양한 상담자들에 대해 다양한 의미들을 가지고 있다. 레스 그린버그의 접근법에서 ‘감정에 중점을 둔’이라는 용어는 때로 사용되는데 감정을 강조하는 일반적인 심리상담적 접근법들을 언급하기 위해서 말이다. 그린버그는 “변화 대상으로서 감정을 강조하는 몇몇 다른 접근법들뿐만 아니라, 과정 경험적 접근법과 같은 상담들은, 서로 상당히 비슷하다는 그리고 기존 접근법들과 다르다는 감정 이론의 발달에 토대해서 결론을 내렸는데 그 기존 접근법들은 ‘감정에 중점을 둔 접근법들’이라는 일반적 이름 아래에 집단을 이루는데 유리하다.” 그와 동료 론다 골드먼은 그들의 선택을 밝혔는데 그것은 “감정에 중점을 두는 상담적 접근법들을 언급하기 위해서 ‘감정에 중점을 두는’이라는 더 미국적인 단어를 사용하는 것이었는데 초기의, 일정하게 더 영국적인 용어인(그린버그와 존슨 두 사람의 연구결과background를 반영하여서) ‘감정적으로 중점을 두는’ 대신에 말이다.” 그린버그는 ‘감정에 중점을 두는’이라는 용어를 사용하는데 감정적 집중의, 심리 상담에의 어떠한 접근법으로든지의 동화적 통합을 제안하기 위해서 말이다. 그는 감정에의 집중을 다양한 심리상담의 체계들 사이에서 공통적인 요소라고 생각한다: “‘감정에 중점을 둔 상담’이라는 용어는, 미래에 사용될 것이라고, 나는 믿는데, 그 사용은 그것의 통합적 의미sense에서, 감정에 중심을 둔 모든 상담들을 설명characterize하기 위한 것인데, 그것들이 정신역동적, 인지행동적, 체계적, 혹은 인본주의적이든 아니든 말이다.” 그린버그는 책의 한 부분을 공동집필했는데 심리상담 접근법들에 대한 상담자들에 의한 연구의 그리고 그것에 대한 통합의 중요성에 대해서인데 다음과 같다: 
- 이런 관찰적인empirical 발견에 덧붙여서, 주요 이론들orientations의 대표적 인물들은 그것들의 선호되는 이론적 접근법들에 대한 진지한 비판의 목소리들을 내왔는데, 다른 이론들에 대한 열린 마음의 태도를 촉발하면서 말이다…. 게다가, 다양한 이론들의 상담자들은 그들의 접근법들이 상담적 내용repertoire을  그들에게 제공하지 않는다는 것을 인정했는데 내담자들의 다양함을 그리고 그들의 현재 문제들을 해결하기에 충분한 내용 말이다.

감정적으로 중점을 둔 상담이라는 용어에 대한 수 존슨의 사용은 체계적인 그리고 경험적인 접근법들을 외현적으로 통합하는 관계 상담의 특정한 모형을 언급하고 감정 조절의 이론으로서의 애착 이론에 중점을 둔다. 존슨은 애착 욕구를 포유류 생존을 위한 기본적 동기 체계로 보는데; 감정상담에의 그녀의 접근법은 성인의 사랑에 대한 이론으로서의 애착 이론에 중점을 두는데 애착, 보살핌 주기, 그리고 성행위가 섞여있는 성인의 사랑 말이다. 애착 이론은 수반하는 것으로 보이는데 개인의 자주성, 개인의 다른 사람에 대한 의존성 그 두 가지에 대한 탐색을 그리고 개인과 개인간의 끌림,  사랑스러움love-ability과 욕구라는 감각을 말이다. 감정상담에의 존슨의 접근법은 적절한 상호의존과 감정 조절을 향해서 애착 전략을  다시 설정하는데 목적을 두는데, 회복을 그리고 신체적, 감정적이고 관계적인 건강을 위해서 말이다.

## 특징

### 경험에의 집중
모든 감정상담 접근법들은 중점을 두어왔는데 로저즈의 공감적 조절에 그리고 소통되는 이해에 대한 중요성에 말이다. 그것들은 모두 감정적 경험에 내담자들을 참여시키는 것의 가치에 중점을 두는데 과정의 매 순간마다 말이다. 즉, 경험에의 집중은 모든 감정상담 접근법들에서 두드러진다. 모든 감정상담 이론가들은 견해를 발표해왔는데 개인들이 그들의 감정들의 토대 위에서 다른 사람들과 관계를 맺고, 감정적인 요소가 있는 반복되는 상호작용들의 상황으로부터 자신에 대한 감각을 구성한다는 견해 말이다. 감정에 그리고 감정적 평가에 대한 정보 처리 이론은 (마그다 비 아놀드, 폴 에크먼, 니코 프리다, 그리고 제임즈 그로스와 같은 감정 이론가들에 따르면) 그리고 상황에 따른 감정 표현에 대한 인간주의적, 경험중심적 강조는 칼 로저스, 프리츠 페를즈, 그리고 유진 젠들린의 기존 심리상담적 접근법을 개선하여) 모든 감정상담 접근법들의 두드러진  요소들이어왔는데 그것들의 시작 이후에 말이다. 감정상담 접근법들은 목표로서 그리고 변화의 매개체로서 감정에 가치를 두는데, 감정, 인지, 그리고 행동의 교집합을 중시하면서 말이다. 감정중심 접근법들은 가정하는데 감정이 경험에 대한 첫번째인, 자주 무의식적인 반응이라고 말이다. 일차 그리고 이차 (반응적) 감정 반응들의 형태를 모든 감정중심 접근법들은 또한 사용한다. 

### 부적응적 감정 반응들 그리고 부정적 형태의 상호작용
그린버그와 몇몇 다른 감정중심상담 이론가들은 감정 반응들을 네가지 유형들로 범주화해왔는데 (아래의 감정 반응 유형들 항목을 보라) 특정 시기에 내담자에게 대응하는 방식을 상담자들이 결정하도록 돕기 위해서 말이다: 일차 적응적, 일차 부적응적, 이차 반응적, 그리고 도구적. 그린버그는 감정 처리의 여섯 가지 원칙들을 제안해왔다: (1) 감정에 대한 인식 혹은 누군가가 느끼는 것에 이름 붙이기, (2) 감정의 표현, (3) 감정의 절제, (4) 경험에 대한 반성, (5) 감정에 의한 감정의 변형, 그리고 (6) 상담에서의 그리고 세상에서의 새롭게 얻은 경험들을 통한 수정하는 감정의 경험. 일차 적응적 감정 반응들이 현재 상황에서의 행동에 대한 믿음직한 참고사항으로 보이는 반면에, 일차 부적응적 감정 반응들은 현재 상황에서의 행동에 대한 믿음직스럽지 못 한 참고사항으로 보인다(감정의 인식의, 감정 조절부전dysregulation의, 그리고 의미-부여meaning-making의 결여와 같은 다른 가능한 감정적 어려움들과 더불어). 존슨은 적응적인 그리고 부적응적인 일차 감정 반응들 사이를 거의 구분하지 않고, 역기능적 혹은 기능적인 것으로 감정 반응들을 거의 구분하지 않는다. 대신에, 일차 감정 반응들은 정상의 생존 반응들로 보통 이해되는데 존 보울비가 “분리 불안”이라고 부르는 것에도 불구하고 말이다. 단짝을 위한 감정중심상담은, 사람 사이의 관계를 강조하는 다른 체계적 상담들처럼, 가정하는데 개인 간 상호작용의 형태들은 문제적이거나 역기능적이라고 말이다. 상호작용의 형태는 변화에 좌우되는데 기저의 일차 감정 반응들을 분출access한 후에 말인데 효과 없는, 부정적인 재강화 상호작용의 순환을 무의식적으로 작동시키고 있는 반응들 말이다. 수동적인 감정 반응들을 강화하는 것은 그리고 새로 분출된 일차 감정 반응들을 재처리하는 것은 변화 과정의 일부이다. 

## 개인 상담
골드먼과 그린버그 2015는 열네 단계 사례 개념화 과정을 제안했는데 그것은 감정에 관련된 문제들을 적어도 네가지 다른 가능한 원인들로부터 기인하는 것으로 간주한다: 인식의 결여 혹은 감정에 대한 회피, 감정의 조절부전, 부적응적 감정 반응, 혹은 경험들에 대한 의미를 부여하는 것에서의 문제. 그 이론은 감정 반응의 네가지 유형들(아래의 감정 반응 유형들 목차를 보아라)의 특징을 가지고, “애착”과 “정체성” 아래로 욕구들을 범주화하고, 감정의 처리 어려움들의 네가지 유형들을 구체화하고, 다양한 유형들의 공감의 윤곽을 그리고, 적어도 여러 개의 다양한 과업 표지들(아래의 상담적 과업들 항목을 보아라)을 가지고 있고, 내담자에 대한 정보의 출처로서의 두 가지의 상호작용적 감정의 통로들에 그리고 진술하는 절차들에 의지하고, 심리적 발달의 변증법적 구성주의 유형을 그리고 ‘감정 도식적 체계’를 가정한다.  
- 감정 도식적 체계는 자아 형성의 중심적 촉매로 간주되는데, 자주 역기능의 기저에서 그리고 궁극적으로 치유로의 경로에서 말이다. 간결함을 위해서, 우리는 ‘감정 도식적 절차’라는 용어를 복잡한 종합 절차에 대해 언급하기 위해서 사용하는데 그 안에서 많은 동시-활성화되는 감정 체계들이 동시-적용되는데, 세상과의 관계에서 통합된 자아의 감각을 만들기 위해서 말이다.

“내담자로 하여금 그들의 감정들을 모두 사용하여 활동하도록 이끄는 것”에서 사용되는 기법들은 “끝나지 않은 업무”를 해결하는데 자주 사용되는, 게슈탈트 상담 빈 의자 기법을, 자기 비판적 분열에 대해서 자주 사용되는, 두 의자 기법을 포함할 수도 있다. 

### 감정 반응 유형들
감정에 중점을 두는 이론가들은 입장을 가져왔는데, 개개인의 감정들은 개성적인 ‘감정 도식들’로  구조화된다는 입장인데 그 도식들은 시간이 흐름에 따라서 사람들 사이 그리고 한 사람 내부 둘모두에서 매우 다양하지만, 실용적 목적을 위해서 감정의 반응들은 네가지 큰 유형들로 범주화될 수 있다는 것이다: ‘일차 적응적’, ‘일차 부적응적’ , ‘이차 반응적’, 그리고 ‘도구적’. 
- 1. 일차 적응적 감정 반응들은 주어진 자극에의 처음의 감정의 반응들인데 현재 상황에 명확하게 유리한 가치를 가지는 반응들인데—예를 들어, 상실에의 슬픔, 위반에의 분노, 그리고 위협에의 두려움이다. 슬픔은 적응적 반응인데 사라진 중요한 누군가나 무엇과 재연결하도록 그것이 사람들로 하여금 촉발할 때 말이다. 화는 적응적 반응인데 위반을 끝내기 위해서 적극적 행동을 취하도록 사람들로 하여금 그것이 촉발할 때 말이다. 두려움은 적응적 반응인데 그것이 사람들로 하여금 압도적인 위협에서 피하거나 탈출하도록 촉발할 때 말이다. 행동 경향들을 나타내는 감정들(방금 언급한 세가지 같이)에 덧붙여서, 일차 적응적 감정 반응들은 확실하고 통제 가능한 혹은 불확실하고 통제 불가능한 감정을, 그리고/혹은 일반적으로 느껴지는 감정의 고통이라는 감각을 포함하는데 이 기분들과 감정적 고통은 즉각적 행동 경향성들을 부여하지 않지만 상담에서 상징화될 그리고 다루어질 적응적 정보를 부여한다. 일차 적응적 감정 반응들은 “상담에 역할을 맡게 되고 상담에서 표현되는데 문제 해결에 조력하는 적응적 정보에 그리고 적응적 행동 경향에 접근하기 위해서 말이다.”

- 2. 일차 부적응적 감정 반응들은 또한 주어진 자극에의 첫번째의 감정 반응들인데; 하지만, 그것들은 감정 도식들에 토대하는데 더 이상 쓸모있지 않은 (그리고 그 사람의 과거에 쓸모있었을지 않았을지도 모르는) 도식 그리고 이전의 상처받은 경험들을 통해 자주 형성된 도식 말이다. 예들은 다음을 포함하는데 그것은 다른 사람들의 기쁨에의 슬픔, 다른 사람들의 진정한 보살핌 또는 관심에의 분노, 무해한 상황들에의 두려움, 불안/두려움 또은 무가치함/수치라는 장기간의 감정들이다. 예를 들어, 한 사람은 다른 사람들의 진정한 보살핌이나 관심에 분노로 반응할 지도 모르는데 왜냐하면 어린 아이로서 보통 위반에 의해 뒤따르는 보살핌이나 관심을 그 혹은 그녀는 받았기 때문인데; 그 결과로, 분노로 보살핌이나 관심에 반응하는 것을 그 혹은 그녀는 학습했는데 심지어 어떤 위반도 없을 때조차 말이다. 한 사람의 화내는 반응은 이해할 만하고, 공감과 연민으로 대면될 필요가 있는데 비록 그의 혹은 그녀의 화내는 반응이 도움이 되지 않지만 말이다. 일차 부적응적 감정 반응들은 상담에서 접근되는데 새로운 경험들을 통해 감정 도식을 변화시키는 목적을 가지고 말이다.
- 3. 이차 수동적 감정 반응들은 복잡한 연쇄 반작용reaction들인데 거기서 한 사람이 그의 혹은 그녀의 일차 적응적 혹은 부적응적 감정의 반응에 반작용하고 그리고 나서 그것을 또다른, 이차 감정의 반응으로 대체한다. 다시 말해서, 그것들은 일차 감정의 반응들에의 감정의 반응이다.  ("이차적인"은 다른 감정 반응이 먼저 일어났다는 것을 의미한다.) 희망없음, 무기력함, 분노, 혹은 절망이라는 이차 반응들을 그것들은 포함할 수 있는데 그것들은 일차 감정 반응들에의 반응으로 나타나고 그것들은 고통스러운, 통제 불가능한, 혹은 위반하는 것으로 (이차적으로) 경험된다. 그것들은 일차 감정 반응의 고조일 지도 모르는데, 사람들이 화나는 것에 대해 화나고, 그들의 두려움에 대해 두려워하고, 혹은 그들의 슬픔에 대해 슬플 때처럼 말이다. 그것들은 일차 감정 반응에 대한 방어들일 지도 모르는데, 슬픔을 피하기 위해서 분노를 혹은 분노를 피하기 위해서 두려움을 느끼는 것같은 방어인데; 이것은 성 역할-고정관념적 반응들을 포함할 수 있는데 일차적으로 두려움을 느낄 때 분노를 표현하는 것(남성들의 성 역할에 고정관념을 가진), 혹은 일차적으로 화날 때 슬픔을 표현하는 것(여성들의 성 역할에 고정관념을 가진)같은 반응 말이다. “이것들은 모두 복잡한, 자아-반사적 과정들인데 누군가의 감정들에 반작용하는 그리고 하나의 감정을 다른 것으로 바꾸는 과정 말이다. 우는 것은, 예를 들어, 항상 위안으로 이어지는 진정한 애도는 아니고, 더 나쁜 감정으로 이어지는 이차적 무기력함이나 절망의 울음일 수 있다.” 이차 반작용적 감정 반응들은 상담에서 접근되고 다루어지는데 그것들에 대한 인식을 넓히기 위해서 더 많은 일차적이고 적응적인 감정 반응들에 다가가기 위해서 말이다.
- 4. 도구적 감정 반응들은 한 사람에 의해 경험되고 표현되는데 왜냐하면 그 사람은 그 반응이 다른 사람들에 영향을 가지고 있다는 것을 알아왔기 때문인데, “그들로 하여금 우리에게 주의를 기울이도록, 그들이 우리를 위하여 하기를 우리가 원하는 어떤 것을 처리하도록, 우리에 대해 인정하도록, 혹은 아마도 가장 흔하게는 그냥 우리에 대해 무시하지 않도록 만드는 것같은 영향” 말이다. 도구적 감정 반응들은 의식적으로 의도될 혹은 무의식적으로 학습될 (예를 들어, 조작적 조건화를 통하여) 수 있다. 예들은 다음을 포함하는데 그것은 악어 눈물(도구적 슬픔), 괴롭히기(도구적 분노), 늑대야라고 외치는 것(도구적 두려움), 그리고 가장된 당혹스러움(도구적 수치)이다. 내담자가 도구적 감정 반응들로 상담에서 반응할 때, 그것은 상담자에게 조작적이거나 피상적으로 느껴질 지도 모른다. 도구적 감정 반응들은 상담에서 다루어지는데 그것들의 개인 내 기능에 대한 인식을 그리고/혹은 관련된 일차 및 이차 이득을 증가시키기 위해서 말이다.

### 다양한 감정 반응들을 가진 상담의 과정
감정-중심 이론가들은 주장해왔는데 상담자에 의한 다양한 개입 과정에 대해서 각각의 유형의 감정 반응은 요구한다고 말이다. 일차 적응적 감정 반응들은 그것들의 적응적 정보를 위해서 더 완전하게 허용되고 접근될 필요가 있다. 일차 부적응적 감정 반응들은 핵심적 미충족 욕구들(예를 들어, 인정받기, 안전감, 혹은 연대감에 대한)을 내담자로 하여금 확인하도록 돕기 위해서 접근되고 다루어질 그리고 나서 새로운 경험들과 새로운 적응적 감정들로 통제되고 변형될 필요가 있다. 이차 반작용적 감정 반응들은 공감적 탐색을 필요로 하는데 그것들에 선행하는 감정들의 순서를 발견하기 위해서 말이다. 도구적 감정 반응들은 상담의 관계에서 인간 대 인간으로 다루어질 필요가 있는데 그것들에 대한 인식을 높이기 위해서 그리고 내담자의 상황에서 그것들이 기능하고 있는 방식을 설명하기 위해서 말이다. 
일차 감정 반응들은 그것들이 다른 반응들보다 일정하게 더 실제적이기 때문이 아니라; 모든 반응들은 한 사람에게 실제로 느껴지기 때문에 [그것이 아니라], 내담자의 상황에서 반응의 기능을 그리고 적절하게 개입하는 방식을 설명하는데 도움을 주기 위해서 상담자들이 그것들을 이들 네가지 유형들로 범주화할 수 있기 때문에 “일차적”이라고 불린다.

### 상담의 과제들
상담의 과제는 즉각적 문제인데 상담자가 정신상담 기간에 해결할 필요가 있는 문제 말이다. 1970년대와 1980년대에, 로라 노스 라이스(칼 로저스의 전前 동료)같은 연구자들은 정신상담 기간의 녹취본에 과업 분석을 적용했는데 내담자들의 인지적이고 감정적인 변화의 과정을 더 구체적으로 기술하려는 시도에서인데, 그리하여 상담자들이 변화를 위한 최적의 조건들을 더 믿음직스럽게 제공할 수 있도록 말이다. 이런 종류의 정신상담 과정 연구는 결국 표준화된 (그리고 진화하는) 일련의 상담 과제들로 이어졌는데 개인들에 대한 감정 중심의 상담에서 말이다.  
다음의 표는 2012년까지의 이들 상담의 과제들의 표준 모둠을 요약한다. 과제들은 다섯가지의 큰 모둠들로 범주화된다: 공감-바탕의, 관계적인, 경험하는, 재처리하는, 그리고 행동. ‘과제 표지자’는 관찰 가능한 신호인데 내담자가 관련된 과제에서 활동하기에 준비될 수 있다는 신호 말이다. ‘개입 과정’은 일련의 행동들인데 그 과제에 대해 처리하는 상태에 있는 상담자와 내담자에 의해 수행되는 행동 말이다. ‘종결 상태’는 즉각적 문제에 대한 기대되는 해결이다. 
아래에 열거된 과제 표지자들에 덧붙여서, 감정과 이야기를 가지고 활동하는 것을 위한 다른 표지자들과 개입 과정들은 특징을 가지게 되어왔다: ‘같은 오래된 이야기들’, ‘빈 이야기들’, ‘이야기되지 않은 감정들’, 그리고 ‘토막난broken 이야기들’. 
경험이 많은 상담자들은 새로운 과제들을 만들 수 있는데; 2010년 인터뷰에서, 감정중심상담 상담자 로버트 엘리엇은, “그 상담—감정중심상담이 포함된—에 대한 최고 수준의 숙달은 새로운 구조들, 새로운 과제들을 만들 수 있는 것이다. 여러분은 감정중심상담이나 어떤 다른 상담을 진짜로 숙달하지 못 한 것인데 여러분이 실제로 새로운 과제들을 만드는 것을 시작할 수 있을 때까지 말이다”라고 주장했다.

### 상처에 대한 감정 중심의 상담
감정 중심의 상담의 개입들과 구조는 심리적 상처 생존자들의 특정한 욕구들에 대해서 적응되어 왔다. 복잡한 상처를 가진 사람들에 대한 감정 중심의 상담(이에프티티)의 지침서가  발행되었다. 예를 들어, 전통적인 게슈탈트 빈 의자 기법의 개선들이 이루어져왔다.

### 사람들에 대한 감정중심상담의 다른 판들
브루바허(2017)는 애착에 중점을 두는 개인 상담에의 감정적으로 중점을 둔 접근을 제안했는데, 감정의 경험을 연관시키고 재처리하는 것을 위한 그리고 체계적인 감정 통제의 측면과 형태를 탐색하고 재구조화하는 것을 위한 공감적 조절에 대한 경험적 집중을 통합하면서 말이다. 상담자는 애착 모형을 따르는데 비활성화와 과활성화 전략을 사용하면서 말이다. 개인 상담은 안정적 연결을 만드는 과정으로 보여지는데 상담자와 내담자 사이에서, 내담자와 과거 및 현재 관계 사이에서, 그리고 내담자 안에서 말이다. 애착 이론principles은 다음의 방식으로 상담을 이끈다: 협력적 상담의 관계를 만들기, 상담이 한명 혹은 두명의 안전한 타자에의 “효율적 의존”(존 보울비를 따라서)의 그것이 되도록 전체적 목표를 만들기, 분리 불안 반응들을 일상화함normalizing으로써 감정을 비병리화하기, 그리고 변화 과정들을 만들기. 변화 과정들은 다음과 같다: 감정 통제의 유형들을 확인하고 강화하기, 그리고 부정적 형태들을 안정적 연결들로 바꾸는 교정적 감정의 경험들을 만들기. 
게이너(2019)는 감정중심상담 원리들과 방법들을 통합했는데 마음챙김에 근거한 인지 상담과 마음챙김에 근거한 심리압박 완화로 말이다. 

## 연인 상담
체계적 관점perspective은 연인들에 대한 감정중심상담의 모든 접근법들에서 중요하다. 상호작용의 마찰 유형들을 탐색하는 것은, 존슨의 대중 문학에서 “춤”으로 자주 언급되는 그것은, 존슨과 그린버그의 접근법의 첫 단계의 상징hallmark이 되어왔는데 1985년에 그것이 만들어진 이후에 말이다. 골드먼과 그린버그의 더 최근의 접근법에서, 상담자들은 내담자들로 하여금 돕는데 “또한 자기 변화를 그리고 고통의 해소를 향해 활동에 임하도록인데 연인 상호작용에 영향을 주는 미충족된 아동기 욕구들에서 만들어진 고통인데, 상호작용적 변화로 활동하는 것에 더해서” 말이다. 골드먼과 그린버그는 자기 변화에의 그들의 더 많은 강조를 정당화하는데 관계에서의 모든 문제들이 단지 상호작용의 형태들을 탐색하고 바꾸는 것에 의해서 해결될 수는 없다는 것을 주장하면서 말이다: 
- 게다가, 연인들과의 심리상담적 활동에 대한 우리의 관찰들에서, 우리는 발견했는데 인정받으려는 욕구들 혹은 효능감과 같은 핵심 정체성 관심사들로 추적해들어갈 수 있는 문제들이나 어려움들은 상호작용들을 향하기보다는 자신을 향하는 상담의 방법들을 통해서 자주 가장 잘 치유된다고 말이다. 예를 들어, 만약에 한 사람의 핵심 감정이 수치의 하나라면 그리고 그들이 “중심에서 썩었다고” 혹은 “완전히 기본적으로 망쳤다고” 느낀다면, 한 사람의 연인으로부터의 위안이나 재확인은, 도움이 되지만, 궁극적으로 문제를 풀지, 구조적 감정의 변화로 이어지지, 혹은 자아관을 바꾸지 못할 것이다.

연인들에 대한 감정중심상담에의 그린버그와 골드먼의 접근법에서, 비록 그들이 애착의 중요성을 “완전히 인정하”지만, 애착은 단지 연인들의 개인간 동기motivation일뿐이라고 생각되지 않는데; 대신에, 애착은 관계의 작용functioning의 세가지 측면들 중의 하나로 생각되는데, 정체성/권력 그리고 매력/호감의 주제와 더불어 말이다. 존슨의 접근법에서, 애착 이론은 다른 동기들을 포함하면서, 성인 애정에 대한 결정적인 이론이라고 여겨지고, 감정을 처리하고 재처리하는 것에 있어서 그것은 상담자를 이끈다. 
그린버그와 골드먼의 접근법에서, 중점은 정체성과 관련한 중심 주제들을 가지고 활동하는 것(자기와 타자에 대한 활동 모형들)에 그리고 더 나은 관계를 위해서 자기 위로와 타자 위로 둘모두를 촉발하는 것에 두는데, 상호작용적 변화와 더불어서 말이다. 존슨의 접근법에서, 일차 목표는 애착 유대들을 재형성하는 것 그리고 “효과적 의존”(안정적 애착을 포함해서)을 만드는 것이다.

### 시기와 단계
연인들 간의 애착 유대를 재구조화하는 9단계 모형을 연인들에 대한 감정중심상담은 특징으로 가진다. 이 접근법에서, 목표는 애착 유대를 재형성하는 것 그리고 더 효과적인 상호 조언co-regulation과 “효과적 의존”을 만드는 것인데, 개인들의 자기 조절력과 회복력을 증가시키면서 말이다. 좋은 결과의 사례들에서, 연인은 도움을 받는데 대답을 하도록 그리고 그럼으로써 서로의 미충족된 욕구들을 그리고 유년기의 상처들을 만나도록 말이다. 새롭게 형성된 안정적 애착 유대는 가장 좋은 해독제가 될 지도 모르는데 그 관계 안팎으로부터의 상처를 주는 경험에 말이다. 
존슨과 그린버그에 의해 만들어진 초기의 3시기, 9단계의 감정중심상담 활동에 더해서, 그린버그와 골드먼의 연인들에 대한 감정 중심의 상담은 5시기와 14단계를 가지고 있다. 정체성 문제와 자기 조절에 대해 활동하도록 그것은 구조화되어있는데 부정적 상호작용을 바꾸기 전에 말이다. 이 접근법에서, 다음의 것이 필수적이라고 여겨지는데 그것은, 연인들로 하여금 그들 자신의 기저의 민감한 감정들을 먼저 경험하도록 그리고 나타내도록 돕는 것인데, 그리하여 그들이 다른 상대방에게 집중하는 강도 높은 활동을 하도록 그리고 상호작용들과 애착 유대를 재형성하는 것에 열려있도록 더 많이 준비가 되게끔 말이다. 연인들에 대한 감정중심상담의 존슨의 모형에서의 아홉 처치 단계들을 
존슨(2008)은 요약한다: “나선형으로 이런 단계들을 통해서 상담자는 연인을 이끄는데, 한 단계가 다른 것으로 통합하고 방향을 잡으면서 말이다. 약하게 갈등을 가지는 연인들에서, 연인들은 보통 비슷한 속도로 단계들을 거쳐서 빠르게 활동한다. 더 많은 갈등을 가진 연인들에서, 더 수동적이거나 내성적인 상대방은 보통 다른 사람의 조금 앞에서 단계들을 거쳐 나아가도록 이끌어진다.” 

#### 시기 1. 안정화 (평가 및 단계적-강도-감소de-escalation 단계)
- 단계 1: 연인들 간의 관계적 갈등 문제를 확인하라
- 단계 2: 이 문제들이 표출되는 부정적 상호작용 순환을 확인하라
- 단계 3: 이 순환에서 각각의 상대방이 가지는 입장의 기저에 있는 애착 감정들에 접근하라
- 단계 4: 순환의 관점에서의 문제를, 알려지지 않은 감정들을, 그리고 애착 욕구들을 재구조화하라

이 시기에, 상담자는 연인들이 공개 논의를 가지기 위해서 편안하고 안정적인 환경을 만드는데 연인들이 상담에 대해서 가질 지도 모르는 어떤 주저에 대해서라도의 논의인데, 상담자에 대한 신뢰를 포함해서 말이다. 상담자는 또한 과거와 현재로부터의 연인들의 긍정적이고 부정적인 상호작용들에 대해서 이해를 하고 그것들에 대한 부정적 형태들을 요약해서 발표할 수 있다. 연인들은 곧 그들의 부정적 상호작용 순환의 피해자들로 그들 자신들을 더이상 생각하지 않는다: 그들은 이제 그것에 대항하는 연대자들이다.

#### 시기 2. 유대를 재구조화하기 (상호작용적 입장들을 바꾸는 단계)
- 단계 5: 거부된 혹은 내재적인 욕구들(예를 들어, 인정의 욕구)에, 감정들(예를 들어, 수치)에, 그리고 자아의 형태들models에 접근하라
- 단계 6: 각각의 연인의 상대의 경험에 대한 수용을 촉발하라
- 단계 7: 각각의 상대의 욕구들과 원하는 것들에 대한 표현을 촉발하라 새로운 이해들에 토대한 상호작용을 재구조화하기 위한 그리고 유대하는 일들을 만들기 위한 표현 말이다

연인의 감정의 경험들을 재구조화하는 것 그리고 넓히는 것과 이 시기는 관련한다. 이것은 연인들을 통하여 수행되는데 그들의 애착 욕구들을 인식하면서 그리고 나서는 그런 욕구들에 토대하여 그들의 상호작용들을 바꾸면서 말이다. 처음에, 상호작용하는 그들의 새로운 방식은 어색해서 받아들이기 어려울 지도 모르지만, 그들이 그들의 상호작용들에 대해서 더 많이 알게 되고 조절 범위 안에 들게 되면서 그들은 오래된 형태들의 행동을 재출현하는 것으로부터 막을 수 있다. 

#### 시기 3. 통합 및 응고화
- 단계 8: 새로운 이야기의 그리고 오랜 문제들에 대한 새로운 해결책들의 형성을 촉발하라
- 단계 9: 새로운 행동의 순환들을 강화하라

새로운 감정의 경험들에 대한 그리고 자아 개념들에 대한 반영에 이 시기는 집중한다. 문제들을 다루는 연인의 새로운 방식들을 그것은 통합하는데 그들 자신들 안에서 그리고 관계 안에서 말이다. 

### 애착의 유형들
존슨과 심즈(2000)는 네가지 애착 유형들을 기술했는데 상담 과정에 영향을 주는 유형 말이다:
1.안정적 애착: 안정되고 믿고 있는 사람들은 그들 자신들을 사랑스럽다고, 관계 안에서 다른 사람들과 그들 자신들을 믿을 수 있다고 인식한다. 그들은 명확한 감정의 신호들을 주고, 불명확한 관계들에서 관계를 맺고, 내용이 풍부하고 그리고 유연하다. 상대방들을 안심시키고 감정들을 표현하고, 욕구들을 말하고, 그리고 그들 자신의 약점이 나타나도록 허용하라.
2.회피적 애착: 감정들을 말하는 감소된 능력을 가진 사람들은, 애착에 대한 그들의 욕구를 인정하지, 그리고 관계에서의 그들의 욕구들을 애써서 명명하지 않는 경향이 있다. 그들은 안전한 위치를 선정하는 그리고 열정 없이 문제들을 해결하는 경향이 있는데 그들의 안전한 거리가 그들의 상대들에게 가지는 영향을 이해하지 못하고 말이다.
3.혼란형anxious 애착: 심리적으로 반동적이고 혼란형 애착을 보이는 사람들. 그들은 공격적인 방식으로 인정을 요구하는, 그들 상대의 애착을 요구하는 경향이 있고 그리고 그들의 상대와 관계를 맺기 위해서 비난 전략들(감정적 협박blackmail을 포함해서)을 사용하는 경향이 있다.
4.두려움 회피형 애착: 상처를 입어온 그리고 그것으로부터 조금의 혹은 조금도 없는 회복을 경험해온 사람들은 애착과 적개심 사이에서 방황한다. 이것은 때로 비조직화 애착으로 언급된다.

## 가족 상담
존슨과 그녀의 동료들의 감정적으로 중점을 둔 가족 상담(이에프에프티)은 갈등을 가진 가족 구성원들 사이에서 안정적 유대들을 촉발하는데 목적을 둔다. 그것은 세 시기를 가지는, 애착 지향의 경험적-체계적인 ‘감정적으로 중점을 둔 모형’과 일치하는 상담 접근법이다:  (1) 부모와 자녀 간의 갈등을 그리고 불안정한 연결들을 강조하는 상호작용의 단계적-강도-감소의 부적 순환들; (2) 아이나 청소년에게 안전한 보금자리와 안정된 기반을 제공하는 부모의 접근성과 반응성responsiveness이라는 정적 순환을 만들기 위해서 상호작용들을 재구조화하는 것; (3) 새로운 반응적 순환들의 그리고 안정적 유대들의 강화. 그것의 일차적 중점은 부모의 반응성과 돌봄 제공을 강화하는 것에 두어지는데, 유아와 청소년들의 애착 욕구들을 충족시키기 위해서 말이다. 그것은 “(1) 아이들에게의 부모의 감정적 반응성을 회복시키는 것 그리고 강화하는 것을 통해서, (2) 아이들의 애착 욕구들 그것에 접근하는 것 그리고 그것을 명확화하는 것을 통해서, 그리고 (3) 부모로부터 아이에게로의 돌봄 제공을 촉발하는 것 그리고 만드는 것을 통해서 더 강한 가족들을 만드는” 것을 목표로 삼는다. 일부 치료자들은 놀이 치료와 이에프에프티를 통합해왔다.  
감정중심상담에의 그린버그의 접근법에 의해 부분적으로 영감을 받은, 한 집단의 치료자들이, 식사 불안정으로 갈등을 겪고 있는 사람들의 가족들을 위해서 특별하게 치료 지침서를 만들었다. 그 상담은 네가지 다른 접근법들의 원리들과 기법들에 토대한다: 감정 중심의 상담, 행동주의 가족 상담, 동기적 향상 상담, 그리고 ‘새로운 모즐리’ 가족 기법 중심 접근법. 그것은 부모들을 돕는데 목표를 두는데 “감정들의 처리에 있어서 그들의 아이를 지원하도록인데, 그들의 감정적 자기 효능감을 상승시키면서, 부모 아이 관계들을 심화시키면서 그리고 그럼으로써 아픈 감정의 경험들에 대처하는 것에 있어서 이디 [식사 불안정] 증상들을 불필요하게 만들면서 말이다.” 개입, 네가지 핵심 원리들, 그리고 다섯 단계들이라는 세가지 주요 영역들을 그 상담은 가지고 있는데 그린버그의 감정 중심의 접근법에서 유래된 그리고 존 가트먼에 의해 영향을 받은 단계들 말이다:  (1) 아이의 감정의 경험들에 집중하기, (2) 감정들을 명명하기, (3) 감정적 경험을 인정하기, (4) 감정적 욕구를 충족하기, 그리고 (5) 감정적 경험을, 가능하다면 문제 해결을 통과하여 나아가도록 아이를 돕기. 

## 효과
존슨, 그린버그, 그리고 많은 그들의 동료들은 학문 연구자들로서의 그들의 오랜 경력들을 가져왔는데 다양한 형태들의 감정중심상담에 대한 경험적 연구들의 결과들을 발표하면서 말이다. 
‘미국 심리 학회’는 개인들에 대한 감정 중심의 상담을 간주하는데 실제적으로 지원되는 우울증에 대한 상담이라고 말이다. 다음의 것들의 치료에 그것이 효과적이라고 연구들은 발표해왔는데 그것은 우울증, 대인관계 문제들, 상처, 그리고 회피적 성격 불안정이다. 
감정중심상담의 시행자들은 주장해왔는데 임상적으로 유의미한 상담 후의 향상을 연구들은 일관되게 보여왔다고 말이다. 연구들은, 다시 대부분 감정중심상담 실시자들에 의한 그것들은, 연인들에 대한 감정적으로 중점을 둔 상담은 효과적인 방식이라고 발표해왔는데 안전하고 안정적인 유대관계들로 갈등적인 연인 관계들을 재구조화하는 방식인데 오래 지속되는 결과들을 가지고 발표해왔다. 존슨 외(1999)는 2000년 전의 네건의 가장 의욕적인 성과 연구들에 대한 메타 분석을 실시했고 연인들 상담에의 초기의 아홉 단계, 세 시기의 감정적으로 중점을 둔 상담 접근법이 어떤 다른 연인 개입보다도 더 큰 영향 크기가 지금까지 성취되어왔었다고 결론을 내렸지만, 이런 메타 분석은 후에 심리학자 제임스 씨 코인에 의해 강하게 비판받았는데, 그는 그것을 “상담에 대한 홍보자들에 의해서 그들 자신의 연구실에서 수행된 실험 연구들로 남겨져왔어야 했던 것에 대한 형편없는 질의 메타 분석”이라고 불렀다. 미국 신경과학자 짐 코언과의 협업으로 수행된 에프엠알아이 요소에 의한 연구는 감정적으로 중점을 둔 연인들 상담은 사랑하는 연인의 동반 상태에서 위협에의 뇌의 반응을 감소시킨다고 발표했는데; 이 연구는 또한 코인에 의해 비판받았다. 
연인들 상담에 대한 감정중심상담 효과에 대한 2019년 메타 분석은 결론을 내렸는데 그 접근법은 유의미하게 관계 만족을 향상시킨다는 결론인데, 이 향상들이 차후 2년까지 유지되면서 말이다. 

## 강점들
감정중심상담 접근법들의 일부 강점들은 다음과 같이 요약될 수 있다: 
1. 감정중심상담은 내담자들에게 협력적인 것 그들을 존중하는 것에 목표를 두는데 경험적 인간 중심 상담 기법들을 체계적 상담 개입들과 결합시켜서 말이다.
2. 변화 전략들과 개입들은 특정되는데 심리상담 과정에 대한 집중적 분석을 통해서 말이다.
3. 30년의 경험적 연구에 의해서 감정중심상담은 강화되어왔다. 변화 과정들과 성공의 예언 요소들에 대한 연구도 있다.
4. 다양한 종류의 문제들과 국적인들에 감정중심상담은 적용되어왔는데, 비록 다양한 국적인들과 문화적 적응들에 대한 더 많은 연구가 필요하지만 말이다.
5. 연인들에 대한 감정중심상담은 결혼 갈등과 성인 연애에 대한 개념화들에 토대하는데 그것들은 성인 개인 간 애착의 성격에 대한 경험적 연구에 의해 뒷받침된다.

## 비판
심리상담사 캠벨 퍼튼은, 그의 2014년 책 ‘심리상담에의 골칫거리’에서, 심리상담에의 다양한 접근법들을 비판했는데, 행동 상담, 인간 중심 상담, 심리역동 상담, 인지 행동 상담, 감정 중심의 상담, 그리고 실존 상담을 포함하는 접근법들인데; 그는 이런 심리상담들은 선을 넘는 그리고/혹은 오류가 있는 이론의 짐baggage을 쌓아왔다고 주장했는데 개인 문제에 대한 매일의 상식적인 이해에서 너무 많이 벗어난 이론의 짐 말이다. 감정 중심의 상담과 관련해서, 퍼튼은 “각각의 ‘상담의 과제들’의 효과는 그 이론 없이 이해될 수 있다”고 주장했고 그리고 내담자들이 말하는 것은 “감정의 상호작용 도식들의 관점에서 잘 설명되지 않고; 그 사람의 상황이라는, 그것에의 그들의 반응이라는, 그리고 그들이 그들의 반응을 말하는 특정한 언어를 그들이 배워온 것이라는 관점에서 그것은 더 잘 설명된다“고 주장했다.  
2014년에, 심리학자 제임스 씨 코인은 일부 감정중심상담 연구를 비판했는데 타당성의 결여 (예를 들어, 검정력 부족에 빠지는 것 그리고 높은 왜곡의 위험성을 가지는 것) 때문인데, 하지만 그는 또한 그런 문제들은 심리상담 연구의 분야에서 일상적이라고 주장했다.  
'행동 및 뇌 과학'에서의 2015년 사설에서 "심리상담에서의 기억 재강화, 감정 각성arousal 그리고 변화의 과정"에 대한 그것에서, 리차드 디 레인과 동료들은 감정 중심의 상담에 대한 그 학문에서의 공통된 주장을 요약했는데 "감정의 각성은 상담적 변화에 있어 핵심 내용물이다"라는 "감정의 각성은 심리상담적 성공에 필수적이다"라는 주장 말이다. 그 사설에 달리는 답글에서, 브루스 에커와 동료들(일관성 상담의 창시자)은 이 주장에 반대했고 기억 강화와 관련한 상담적 변화에서의 핵심 내용물은 감정의 각성이 아니라 대신에 기대된 형태와 경험된 형태 사이의 인식된 불일치라고 주장했고; 그들은 썼다:
- 뇌는 분리deconsolidation를 촉발하기 위해서 감정의 각성 그 자체를 명백하게 필요로 하지 않는다. 그것은 원리적인 지점이다. 만약에 목표 학습이 감정에 관한 것이 되면, 그때 그것의 재활성화(두가지 요구되는 요소들 중의 첫번째)는 필연적으로 그 감정에 대한 경험을 수반하지만, 그 감정 그자체는 특성상 역할을 하지 않는데 당시에 목표 학습을 분리시키는 불일치에서 혹은 당시에 목표 학습을 재작성하고 삭제하는 새로운 학습에서 말이다(에커 2015에서 더 많은 분량으로 논의된다). [...] 같은 생각들이 설명하는데 “감정으로 감정을 변화시키는 것”(레인 외에 의해서 세 번 언급된)은 학습된 반응들이 재응고화를 통해 변하는 방식을 부정확하게 특징짓는다고 말이다. 불일치는 직접적인, 실수할 수 없는 인식으로 가장 근본적으로 이루어지는데 세상은 한 사람의 학습된 모형으로부터 다르게 기능한다는 인식 말이다. “불일치를 가지는 변하는 모형”은 핵심 현상론이다.

레인 외(2015)에 대한 다른 반응들은 반론을 제기했는데 그들의 감정 중심의 접근법은 “상담 반응에 영향을 줄 지도 모르는 더 많은 요인들과 관련한 예측들의 포함에 의해서, 응답을 하지 않는 환자들을 위한 결과들을 향상시키는 예측들에 의해서, 그리고 제안된 모형이 정신 건강 문제들에 대한 민감성에서의 개인차들을 설명할 수도 있는 방식에 대한 논의에 의해서 강화될 것이다”라는 반론 그리고 그들의 모형은 “정신병리학”이라고 불리는 상태들의 다양성에 그리고 관련한 유지하고 악화하는 과정들에 대해 설명하기 위해서 더 많은 개선을 필요로 한다는 반론 말이다. 

## 같이 보기
- 유기공포
- 인간의 유대
- 대인 매력
- 친밀 관계
- 대상 관계론